# Die Glasmenagerie (1973)
Die Glasmenagerie ist eine US-amerikanische Fernseh-Verfilmung des gleichnamigen Dramas von Tennessee Williams.

## Handlung
Die Handlung entspricht der literarischen Vorlage:
Amanda Wingfield lebt mit ihren erwachsenen Kindern Tom und Laura in einer kleinen Wohnung in St. Louis, träumt aber immer noch von ihrer Jugend in einer wohlhabenden Familie und mit vielen Verehrern. Von ihrem Mann wurde sie längst verlassen, und so muss Tom die Familie mit seiner Arbeit in einem Lagerhaus durchbringen. Laura ist sehr schüchtern, zieht sich in die Welt ihrer Sammlung von Glasfiguren zurück und leidet zudem unter einer leichten Gehbehinderung.
Tom ist von seiner ständig ermahnenden Mutter entnervt und von seinem Leben frustriert und gelangweilt, als Ersatz für echte Abenteuer geht er oft ins Kino. Amanda macht ihm Hoffnung, dass er sein eigenes Leben leben könne, sobald Laura mit einem Ehemann versorgt sei. Also lädt er seinen Arbeitskollegen Jim zum Abendessen ein, was bei Amanda zu großen Hoffnungen und hektischen und kostspieligen Vorbereitungen führt.
Es stellt sich heraus, dass Jim zufällig ein ehemaliger Mitschüler von Laura ist, in den sie in ihrer High-School-Zeit verliebt war. Beim gemeinsamen Abendessen verhält sie sich sehr gehemmt, erst als sie mit Jim allein ist, gelingt es ihm, dass sie sich etwas entspannt und öffnet. Jim ist ein Gegenpol zu Laura und Tom: selbstbewusst, optimistisch und voller großer Pläne für seine Zukunft. Laura ist ihm sympathisch, er will sie von ihrem Minderwertigkeitskomplex befreien und überredet sie zum Tanzen. Dabei stößt er versehentlich ihre Lieblings-Glasfigur vom Tisch, ein Einhorn, dessen Horn dadurch abbricht das nun wie ein normales Pferd aussieht.
In seinem Enthusiasmus lässt sich Jim zu einem Kuss hinreißen und bemerkt dann, dass er einen Fehler gemacht hat: Er ist nämlich bereits mit einer anderen Frau verlobt und hat in Laura falsche Hoffnungen geweckt. Als auch Amanda davon erfährt und der Gast sich verabschiedet hat, macht sie Tom für den missglückten Abend verantwortlich: Er hätte von der Verlobung wissen müssen. In dem entstehenden Streit gerät Tom so in Wut, dass er, wie Jahre zuvor sein Vater, die Familie endgültig verlässt. In den folgenden Jahren irrt er ziel- und glücklos von Stadt zu Stadt und versucht vergeblich, die Gedanken an seine Schwester zu verdrängen.

## Produktion
Der Film ist eine Produktion von Norton Simon Inc. und Talent Associates und wurde in den Pinewood Studios in Buckinghamshire, England, gedreht. In den USA wurde er auf dem Sender ABC am 16. Dezember 1973 zum ersten Mal ausgestrahlt, die deutsche Erstausstrahlung war am 10. Juni 1979. Im Jahr 2000 folgte die DVD-Veröffentlichung beim Broadway Theatre Archive.
Für Katharine Hepburn war Die Glasmenagerie nach einer langen Kinokarriere der erste Fernsehfilm.

## Rezeption
Von der Kritik wird der Film allgemein gelobt, wobei besonders die Leistungen der Darsteller und die spürbare Anspannung im Dialog zwischen Jim und Laura herausgehoben werden. Eine Kritikerin betont, dass Katharine Hepburn aus dem Schatten von Laurette Taylor, der Amanda-Darstellerin der Uraufführung von 1944, heraustritt, indem sie die Rolle energischer und weniger verträumt angeht.

„Inszenierung [...], die den Charakter einer Bühnenaufführung durch die sparsame Ausstattung und behutsame Kameraführung unterstreicht. Das seelische Elend und die komplexen Beziehungen zwischen der vom Leben enttäuschten Mutter und ihren vom Schicksal ebenfalls nicht verwöhnten Kindern werden sehr fesselnd von hervorragenden Darstellern beglaubigt.“

## Auszeichnungen
Bei der Primetime-Emmy-Verleihung 1974 erhielt der Film vier Auszeichnungen und zwei weitere Nominierungen:
- Auszeichnung in der Kategorie Nebendarstellerin in einem Drama für Joanna Miles
- Auszeichnung in der Kategorie Nebendarsteller in einem Drama für Michael Moriarty
- Auszeichnung als Nebendarstellerin des Jahres für Joanna Miles
- Auszeichnung als Nebendarsteller des Jahres für Michael Moriarty
- Nominierung in der Kategorie Nebendarsteller in einem Drama für Sam Waterston
- Nominierung in der Kategorie Hauptdarstellerin in einem Drama/Dramaserie für Katharine Hepburn